# Cristina (Spanyolország)
Cristina egy község Spanyolországban, Badajoz tartományban. Cristina Oliva de Mérida és Guareña községekkel határos. Lakosainak száma 547 fő (2024).

## Népesség
A település népessége az utóbbi években az alábbiak szerint változott:
| Lakosok száma | 556  | 558  | 565  | 562  | 565  | 565  | 560  | 552  | 551  | 547  |
|               | 2001 | 2004 | 2006 | 2009 | 2011 | 2014 | 2016 | 2019 | 2021 | 2024 |